# I Like Your Style
I Like Your Style è l'ottavo album in studio del cantautore statunitense Jermaine Jackson, pubblicato nel 1981 dalla Motown Records.

## Classifiche
L'album raggiunse la posizione 86 nella classifica Billboard 200.

## Tracce
1. I Gotta Have Ya – 5:09 (Jermaine Jackson, Michael L. Smith, Paul Jackson, Jr.)
2. I'm Just Too Shy – 3:47 (Jermaine Jackson)
3. You're Givin' Me the Runaround – 3:36 (Jermaine Jackson, Paul Jackson, Jr.)
4. Paradise in Your Eyes – 5:10 (Jermaine Jackson)
5. Is It Always Gonna Be Like This (feat. Rita Coolidge) – 4:08 (Jermaine Jackson, Rita Coolidge)
6. Signed, Sealed, Delivered, I'm Yours – 3:46 (Lee Garrett, Lula Mae Hardaway, Stevie Wonder, Syreeta Wright)
7. Maybe Next Time – 3:58 (Jermaine Jackson)
8. I Can't Take No More – 3:19 (Jermaine Jackson, Clarence McDonald, Paul Jackson, Jr.)
9. It's Still Undone – 5:45 (Jermaine Jackson)
10. I'm My Brother's Keeper – 4:27 (Jermaine Jackson, Elliot Willensky)